# 2005年の出版
2005年の出版（2005ねんのしゅっぱん）は、2005年の出版に関するできごとについてまとめた記事である。

## 2月
- 2月8日 - コンピューター雑誌『Linux Magazine』（アスキー）休刊（最終号は2005年3月号）。
- 2月21日 - 映画雑誌『PREMIERE』（アシェット婦人画報社）休刊（最終号は2005年4月号）。
- 2月24日 - 男性誌『UOMO』（集英社）創刊。
- ライブドアパブリッシング設立。

## 3月
- 3月7日 - 女性誌『Glamorous』（講談社）創刊。

## 4月
- 4月21日 - 雑誌『薔薇族』（メディアソフト）復刊。

## 5月
- 5月20日 - 山田真哉『さおだけ屋はなぜ潰れないのか?』（光文社新書）発売（151万部（2007年4月時点））。
- 5月26日 - 講談社より、月刊少年シリウスが創刊。

## 6月
- 6月1日 - 雑誌『宇宙船』（朝日ソノラマ）休刊（最終号は2005年7月号（通巻119号））。
- 6月8日 - コンピュータ雑誌『日経クリック』（日経BP社）休刊。
- 6月28日 - 雑誌『papyrus』（幻冬舎）創刊。
- 6月28日 - リリー・フランキー『東京タワー ～オカンとボクと、時々、オトン～』（扶桑社）発売（200万部）。

## 8月
- 8月10日 - ケータイ小説『恋バナ』（Yoshi著、スターツ出版）発売（104万部（2005年9月15日時点））。
- 8月15日 - 『EX大衆』（双葉社）が創刊。

## 9月
- 9月29日-ぶんか社のレディースコミック『無敵恋愛S*girl』を創刊。

## 10月
- 10月1日 - ソフトバンク系出版社3社が合併しソフトバンククリエイティブになる。
- 10月1日 - 富士見書房が角川書店から分離。
- 10月8日 - コミック誌『ヤングユー』（集英社）休刊（最終号は2005年11月号）。
- 10月19日 - 鹿砦社、新会社・鹿砦社新社を設立。
- 10月20日 - 雑誌『リアルシンプルジャパン』（日経BP社）創刊。
- 10月28日 - 女性誌『GISELe』（主婦の友社）創刊。

## 11月
- 11月17日 - 雑誌『クーリエ・ジャポン』（講談社）創刊。
- 11月20日 - 藤原正彦『国家の品格』（新潮新書）発売（250万部（2006年1月時点））。
- 11月21日 - 雑誌『薔薇族』（メディアソフト）休刊。

## 12月
- 12月5日 - 平和出版倒産。
- 12月9日 - 月刊ComicREXが一迅社より創刊。
- 12月14日 - 雑誌『日経バイオビジネス』（日経BP社）休刊（最終号は2006年1月号）。
- 12月21日 - コンピュータ雑誌『日経バイト』（日経BP社）休刊（最終号は2006年1月号）。
- 12月24日 - コンピュータ雑誌『PC USER』（ソフトバンククリエイティブ）休刊（最終号は2006年2月号）。
- 12月26日 - コンピュータ雑誌『日経Windowsプロ』（日経BP社）休刊（最終号は2006年1月1日号）。

* 特記した場合を除き、創刊、休刊・廃刊、復刊の日付は、それぞれ創刊号、最終号、復刊号の発売日である。